# Martijn Hesseling
Martijn Hesseling (Ede, 1 mei 1971) is een Nederlands kunstenaar.

## Biografie
Hesseling heeft de opleiding schilderen gevolgd aan de AKI Academie voor Beeldende Kunst en Vormgeving te Enschede. Daarna heeft hij de masteropleiding van het Dutch Art Institute afgerond. Tijdens zijn studie experimenteerde hij met verschillende materialen, en ondertussen hebben kranten en boeken de plaats van verf ingenomen. Een afbreekmesje is zijn kwast.
Hesseling werkt met transparant plaatmateriaal waarbij hij het -vaak zelf gefotografeerde- beeld laat ontstaan door verschillende lagen kranten op elkaar te verwerken. Hier snijdt hij als het ware het beeld uit. Door het gebruik van lak wordt het kunstwerk transparant. Daardoor ontstaat er een illusie van diepte in een twee-dimensionaal vlak. Hij woont en werkt in Amsterdam. Martijn Hesseling is de zoon van Gerrit Cornelis Hesseling (1944-12-10), Nederlands illustrator en schilder.

## Collecties
Hesselings werk is aangekocht door verscheidene bedrijfscollecties, waaronder: Deutsche Bank London, Leaseplan, Dresdner Bank, Akzo Nobel, Philips, American Express en Mitsubishi.